# Bojanka Kostowa
Bojanka Kostowa (bg. Боянка Костова; ur. 10 maja 1993 w Płowdiwie) – azerska sztangistka, która w pierwszych latach kariery reprezentowała Bułgarię.
Mistrzyni świata kadetek z 2009 roku (z Chiang Mai). Złota medalistka igrzysk olimpijskich młodzieży w Singapurze w kategorii do 53 kilogramów.  W tej samej kategorii zdobyła srebrny medal mistrzostw Europy w 2010 roku. Już jako reprezentantka Azerbejdżanu wywalczyła w kwietniu 2012, w Antalyi, została mistrzynią Europy w kategorii do 58 kilogramów. Zajęła 5. miejsce podczas igrzysk olimpijskich w Londynie, uzyskując wynik 233 kg w dwuboju. W 2016 roku została jednak zdyskwalifikowana, a wynik anulowany po wykryciu w jej organizmie dopingu.